# Embidobia orientalis
Embidobia orientalis är en stekelart som beskrevs av Alan Parkhurst Dodd 1939. Embidobia orientalis ingår i släktet Embidobia och familjen Scelionidae. Inga underarter finns listade i Catalogue of Life.